# 4204-es mellékút (Magyarország)
A 4204-es számú mellékút egy közel 18 kilométer hosszú, négy számjegyű országos közút Jász-Nagykun-Szolnok vármegye területén, Kétpót köti össze Fegyvernekkel.

## Nyomvonala
Kétpó északi külterületén, Törökszentmiklós déli határszélétől nem messze ágazik ki a 46-os főútból, annak 12,500-as kilométerszelvényénél, északkelet felé; ugyanott ágazik ki délnyugatnak a 4632-es út Kétpó központja, és onnan tovább Mezőtúr irányába. Alig fél kilométer után eléri Kétpó és Törökszentmiklós határszélét, innen egy darabig a határvonalat kíséri. 1,9 kilométer után éri el az előbbi két település és Kuncsorba hármashatárát, innentől már ez utóbbi területén húzódik, kelet-északkeleti irányban.
2,4 kilométer után egy elágazáshoz ér: kelet felé a 4203-as út ágazik ki belőle, Túrkeve felé, az út pedig északnak fordul. 4,3 kilométer után éri el Kuncsorba belterületének déli szélét, ott a Dózsa György út nevet veszi fel. Kevesebb, mint két kilométeren át húzódik lakott területen, 6,2 kilométer után elhagyja a kis falu legészakibb házait, 9,3 kilométer után pedig ki is lép a határai közül.
Örményes területén folytatódik, amelynek első házait 11,9 kilométer után éri el. Kicsivel ezután egy újabb elágazása következik: a 4207-es út indul ki belőle keleti irányban, Kisújszállás felé. Kevéssel 12,5 kilométer elérése előtt keresztezi a Budapest–Záhony-vasútvonal vágányait, Fegyvernek-Örményes vasútállomás térségének nyugati szélénél, és nem sokkal ezt követően ki is lép az örményesi belterületek közül.
13,6 kilométer után éri el Fegyvernek déli határszélét, egy darabig a határvonalat kíséri, de 14,2 kilométer után már teljesen e település területén húzódik, a korábbinál kissé nyugatabbi irányt véve. A belterület déli részén (Szapárfalu településrész keleti szélénél) ér véget, beletorkollva a 4-es főútba, annak a 128+700-as kilométerszelvényénél. Egyenes folytatásaként indul ugyaninnen a 3216-os út, amely Tiszaroffon és Abádszalókon át egészen Tiszafüredig húzódik.
Teljes hossza, az országos közutak térképes nyilvántartását szolgáló kira.gov.hu adatbázisa szerint 17,610 kilométer.

## Települések az út mentén
- (Kétpó)
- (Törökszentmiklós)
- Kuncsorba
- Örményes
- Fegyvernek